# Pons Ier de La Roche
Pour les articles homonymes, voir Pons.
Pons Ier de La Roche (vers 1080 - vers 1134), fils d'Othon Ier de Scey en Varais et de Sybille ou fils de Guy de la Roche et de la sœur d'Humbert de Scey, archevêque de Besançon, est le fondateur de la lignée de la Roche sur l'Ognon, ainsi que le cofondateur (avec Étienne de Traves) de l'abbaye de Bellevaux en 1119.

## Mariage et descendance
Il épouse probablement Sybille, (vers 1095 - 1149), dame de Roulans, fille de Guy de Scey et de Pierrette de la Roche. Il a trois fils :
- Pons de la Roche (? - 1156) 1er abbé de Bellevaux
- Hugues de la Roche (? - vers 1164) qui épouse la fille de Guillaume de Roulans.
- Othon Ier de la Roche

## Sources
- Jean Girard, La Roche et l’épopée comtoise de Grèce, L'Atelier du Grand Tétras, Besançon, 1998.
- Médiéval Généalogie, Seigneurs de la Roche sur l'Ognon, .
- Roglo, Pons de la Roche-sur-l'Ognon, .